# Cerkev sv. Jurija, Ják
Cerkev svetega Jurija v vasi Ják v jugozahodni Madžarski.
Cerkev je ohranjeni objekt nekdanje benediktinske škofije, ki jo je leta 1214 ustanovila madžarska grofovska rodbina Ják. S prihodom Turkov so menihi samostan zapustili, cerkev pa so vsakokratni fevdalni gospodje obnavljali in jo po modi tudi spreminjali. Na prelomu v 20. stoletje so jo s temeljito rekonstrukcijo vrnili v stanje, ki je v skladu z njeno izvorno romansko dobo, tako da je danes najbolje ohranjeni in najbolj izrazit primer pozno romanske arhitekture na Madžarskem.

## Zgodovina
Cerkev s samostanom je začel leta 1214 graditi fevdalni gospod grofije Vas, Márton Ják Nagy (v pomenu Veliki). Lokacijo je izbral na griču ob farni cerkvi naselja Ják, ki je dobilo ime po njegovi rodbini. Cerkev je posvetil vitezu in mučeniku sv. Juriju in naj bi služila kot zadnje počivališče članov njegove rodbine, za katerih duše naj bi molili v samostan povabljeni benediktinci. Gradnja se je s presledki vlekla štirideset let.
Sprva so cerkev gradili odlični mojstri v kamnu, po letu 1230 pa so začeli uporabljati cenejše materiale, opeko in les. Cerkev sta 24. aprila 1256, na dan sv. Jurija, posvetila škof Győra in opat Pannonhalme.
Po koncu 13. stoletja je bila grofija ponovno vključena med kronske posesti. Potem ko je krajše obdobje grofijo upravljala rodbina Zrinjskih, jo je sredi 15. stoletja kralj podelil v fevd rodbini Ellerbach, ki je v njej gospodarila do sredine 20. stoletja.
Med tem je bila cerkev velikokrat popravljana in preoblikovana. S prihodom Turkov so menihi zapustili samostan in se kasneje niso več vrnili (danes o samostanu ni sledu). V 18. stoletju je bila cerkev barokizirana, povišana zvonika sta dobila bakreni čebulasti kupoli. V letih 1896-1904, v obdobju  purističnih idej, sta arhitekt Schulek Frigyes in konstruktor Gyalus László z veliko rekonstrukcijo iz objekta odstranila vse kasnejše dodatke in ga dogradila, tako da ima sedaj podobo, kakršna je bila v 13. stoletju zasnovana, a zaradi motečih okoliščin tedaj ne izpeljana. Restavracijska dela in raziskave so se nadaljevale tudi v 20. stoletju in potekajo tudi danes.

## Zgradba
Cerkev je triladijska, proti vzhodu orientirana bazilika. Bogato okrašen zahodni portal obdajata dva masivna zvonika s piramidasto oblikovanima strehama. Glavna ladja se podaljšuje v kor. Vse tri ladje se na vzhodu zaokrožujejo s polkrožnimi apsidami.
Štirje pari osmerokotnih stebrov  delijo notranjost ladij na pet delov. Nad prvim, zahodnim delom (narteksom), je zgrajena empora, dostopna po okroglih stopnicah, ki je bil nekoč privatna kapela ustanovitelja cerkve, danes pa je namenjen orglam. Vse tri ladje so prekrite z gotsko priostrenimi križnimi oboki, med katerimi so bili samo oboki severne stranske ladje zgrajeni v 13. stoletju, medtem ko so oboki glavne in južne stranske ladje ob veliki rekonstrukciji 1896-1904 zamenjali prejšnji ravni leseni strop. Današnja zakristija ob južni stranski ladji je bila v srednjem veku opatova osebna kapela; izkopavanja so na njeni vzhodni strani odkrila tudi temelje njene apside.

## Zunanjost cerkve
Cerkev je znamenita po bogato kiparsko okrašenem zahodnem portalu. V zgornjem delu trikotno oblikovanega portala, ki izstopa iz ravnine pročelja, je v nišah nameščena galerija apostolov s postavo Kristusa na vrhu. Apostoli na njegovi levi in desni so oblečeni v tunike in imajo v rokah knjige ali svitke. Za dva apostola je zmanjkalo prostora na portalu in sta postavljena v niši na fasadi. Turki so apostolom, ne pa tudi Kristusu, odsekali glave, ki so bile v baroku nadomeščene z novimi. Brez glav sta, v nišah levo in desno od portala, tudi Marija z detetom in Samson, ki se bori z levom (ustrezna si simbola nove in stare zaveze). Vrata so obdana z okvirom, ki ga oblikuje po šest stebrov na vsaki strani vrat in med njimi okrasni vzorci z geometrijskimi, rastlinskimi in fantazijsko živalskimi motivi. Okraski se zgoraj zaključujejo deloma z romansko polkrožnimi deloma pa z gotsko priostrenimi polkrožnimi loki. Dva zunanja stebra stojita na hrbtih levov, ki čuvata vhod. V timpanonu nad vhodom držita dva angela mandorlo z likom Kristusa Sodnika. (timpanon je tako kot mnogi drugi kipi kopija, originale hranijo v muzeju).
Najbolj opazen okras severnega stolpa je veliko okroglo okno, okrašeno z dvema obročema vzorcev iz lilij. Na zahodni fasadi so še trije kipi, naknadno vstavljeni v niše.
Delilni venčni zidci in s polkrožnimi loki oblikovani okrasni vzorec pod njimi nakazujejo nadstropja zvonikov. Privlačni vzorec se nadaljuje pod venčnimi zidci ladij in apsid in je tako najbolj značilen okras cerkvenih zidov. Na mnogih mestih so pod loke vzorca vstavljeni liki različnih živali, ki imajo vsi simbolične pomene.
Južni vhod v cerkev je mnogo skromnejši od zahodnega. Dva para stebrov podpirata timpanon s Božjim jagnjetom, na obeh straneh pa sta živali, ki grizeta sami sebe.
Vzhodna stran cerkve se po bogastvu okrasja lahko primerja z zahodno. Vse tri apside so s stebri razdeljene v po tri dele, okenski okviri in venčni zidci so bogato okrašeni. V nakazanih arkadah pod oknih sedita moški in ženski lik, ki jima manjkata glavi. Fasado krasijo še nekatere simbolne živali. Zaključek glavne ladje in oba zvonika nosijo irske križe, ki spominjajo na delo irskih menihov pri pokristjanjevanju dežele.
Kiparsko okrasje je polno simbolike. Lev na levi strani glavnega vhoda npr. predstavlja Hudobca, ki ima v svojih šapah h grehu nagnjenega človeka (morda ustvarjalca skulpture), ki se trudi verovati v moč desnega leva.
Desni lev simbolizira Jezusa, leva iz Judovega rodu, ki ima pod nogami zmaja - Hudobca, ki grize svoj rep, saj nima nad vstalim Jezusom nobene moči več. Hrepenenje po odrešitvi je tema, ki se v simboliki cerkve večkrat ponovi v različnih oblikah.
Najkvalitetnejši liki in okraski cerkve kažejo na sorodnost z liki apostolov in okrasjem severovzhodnega portala Bamberške stolnice. V času gradnje stolnice je bil škof v Bambergu Ekbert, brat Jere (Gertrude), žene madžarskega kralja Andreja II., ki ga je sestra vzela v zaščito in je nekaj časa preživel na Madžarskem.

## Notranjost cerkve
Osmerokotni snopasti stebri delijo glavno ladjo od stranskih in nosijo oboke glavne in stranskih ladij. Stebri, kapiteli, stropni sklepniki in nosilni kamni so okrašeni z zelo raznolikimi okraski najrazličnejših motivov. Rebra obokov in stebri v snopu so bili poudarjeni z rdečo in rumeno barvo. V narteksu so vidni ostanki fresk. V glavni apsidi je še vidna freska Jurija, ki zmaguje nad zmajem, ki je nadomeščala oltarno sliko (originalno je bil oltar navadna miza).
Prižnica s štirimi evangelisti, krstilnik in novoromanski oltar so bili dodani pri prenovi ob prelomu stoletja.

## Jakobova kapela
Na mestu nekdanje farne cerkve je bila v sredini 13. stoletja iz opeke zgrajena Jakobova kapela. Ima centralno zasnovo s štirimi kraki in baročni čebulasti zvonik. Obnovljena je bila v 1990-tih letih. Do 18. stoletja je bilo okrog nje pokopališče.